# Kepler-4
Kepler-4 és un estrella localitzada aproximadament a 1.610 anys llum de la Terra a la constel·lació del Dragó (Draco). Té una temperatura semblant a la del Sol, però és 1,55 vegades més gran, 1,17 vegades més massiva i amb una edat d'aproximadament 6.700 milions d'anys. Hi és al camp de visió del telescopi espacial Kepler, una operació de la NASA proposada per trobar planetes semblants a la Terra.

## Sistema planetari
El 4 de gener de 2010 es va anunciar el descobriment d’un exoplaneta, Kepler-4b, que orbita aquesta estrella. Es va dur a terme mitjançant el telescopi Kepler i pel mètode del trànsit astronòmic. L'exoplaneta de la grandària de Neptú orbita extremadament proper a la seua estrella. Kepler-4b va ser el primer descobriment pel telescopi Kepler, i la seva confirmació va ajudar per demostrar l'efectivitat de l'aeronau.
| Companya (per ordre des de l'estrella) | Massa          | Semieix major (ua) | Període orbital (dies) | Excentricitat | Inclinació | Radi           |
| -------------------------------------- | -------------- | ------------------ | ---------------------- | ------------- | ---------- | -------------- |
| b                                      | 0,077±0,012 MJ | 0,0456±0,0009      | 3,21346±0,00022        | 0,25±0,12     | —°         | 0,357±0,019 RJ |